# Rogeret des Cévennes
Le Rogeret des Cévennes est un fromage français originaire du département de l'Ardèche, dans le Vivarais (Languedoc), mais il est aussi produit dans la région de Lyon. Il ressemble pour beaucoup au Pélardon.

## Fabrication
Le Rogeret des Cévennes est un fromage à base de lait de chèvre à pâte  molle à croûte naturelle. 
Forme
- Chaque fromage a la forme de petits palets ronds.
- Épaisseur : 2 cm et 6 à 7 de diamètre.
- Poids : chaque palet pèse de 80 à 90 grammes.

Masse
- 45 % de matière grasse
- Il sera affiné pendant 3 semaines environ en cave humide[2]. La croûte de ce fromage va alors prendre une teinte rougeâtre et bleutée.

## Dégustation
- Il a une saveur fruitée, noisetée.
- Il a une forte odeur caprine.

Vins conseillés
- Vin rouge[3] fruité tel que le Beaujolais

Saisons conseillées
La meilleure saison pour le consommer va de l'été à l'automne. Le lait est meilleur au moment de la transhumance.